# М'ясников Борис Мойсейович
Борис Мойсейович М'ясников  (нар. 9 серпня 1937) — радянський і український кінооператор-постановник.

## Біографічні відомості
Закінчив Київський кінотехнікум (1958) та операторський факультет Всесоюзного державного інституту кінематографії (1965).
Працював асистентом оператора на кіностудії ім. О. П. Довженка. З 1966 року — оператор-постановник цієї ж студії.
Був у 1977—1996 роках членом Спілки кінематографістів України. Емігрував.

## Фільмографія
Зняв стрічки:
- «Розповіді про Дімку» (1969)
- «Українські мелодії» (1969)
- «Бумбараш» (1971, т/ф, 2 с., у співавт. з В. Зимовцем. Другий приз Всесоюзного фестивалю телефільмів за режисуру, Ташкент, 1973)
- «Чорний капітан» (1973)
- «Не віддавай королеву» (1974, т/ф)
- «За п'ять секунд до катастрофи» (1977)
- «День перший, день останній» (1978)
- «Поїздка через місто» (1979, новела «Поїздка через місто»)
- «Капіж» (1981, у співавт. з М. Чорним)
- «У привидів у полоні» (1984)
- «Щасливий, хто кохав...» (1986)
- «Гра з невідомим» (1988, у співавт. з В. Бородіним)